# Timpul atomic internațional

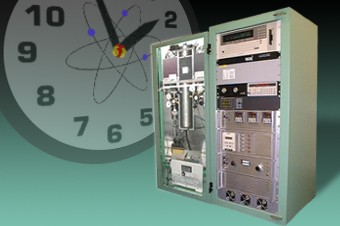
Ceas atomic

Timpul atomic internațional, abreviat TAI (din franceză Temps Atomique International) este un standard de timp obtinut prin medierea masurătorilor efectuate de ceasuri atomice din mai multe laboratoare de pe Pământ. Pe baza timpului atomic international se determină timpul universal coordonat (UTC); acesta din urmă este decalat cu un număr întreg, dar variabil, de secunde, pentru a-l menține în sincronism cu rotația Pământului.
Timpul terestru, abreviat TT, este definit ca timpul perceput de un observator situat pe suprafața geoidului terestru și fix față de Pământ. Materializarea timpului terestru este timpul atomic internațional. Din motive istorice, originea (momentul zero) pentru cele două standarde este diferită, astfel că între TT și TAI este o diferență fixă, TT = TAI + 32,184 s.
Timpul terestru este succesorul timpului efemeridelor (E.T.), utilizat în astronomie, dar care nu ținea cont de efectele teoriei relativității. În forma actuală a fost definit în 1991.